# Tunnel de Fourvière
De Tunnel de Fourvière is een tunnel door de berg Fourvière in de Franse stad Lyon, tussen Perrache en Tassin. De tunnel maakt deel uit van de M6.
De tunnel bestaat uit 2 tunnelbuizen met elk 2 rijstroken en is 2 km lang. Tunnel de Fourvière werd in 1971 geopend. De realisatie van de tunnel en daarmee een snelwegtraverse door Lyon vond plaats onder bestuur van burgemeester, Louis Pradel.
Na de aanleg en ingebruikneming van de A46 in 1992 werd de tunnel, een berucht knelpunt, ontlast doordat er een alternatieve snelwegverbinding langs Lyon ontstond.
Tot 1971 was de Tunnel de la Croix-Rousse, onderdeel van de RN 6 een belangrijke schakel in het wegennet van Lyon.

## Andere tunnels
Door Fourvière lopen meerdere tunnels:
- De spoortunnel Saint-Irénée verbindt de stations Lyon-Vaise met Lyon-Perrache, op de lijn PLM Paris-Lyon
- De spoortunnel van de stations Lyon-Saint-Paul naar Lyon-Gorge-de-Loup, op de lijn naar de buitenwijken ten westen van Lyon
- De metrotunnel van lijn D, van Saint-Jean naar Vaise